# Kanton Courçon
Kanton Courçon (fr. Canton de Courçon) je francouzský kanton v departementu Charente-Maritime v regionu Poitou-Charentes. Skládá se ze 14 obcí.

## Obce kantonu
- Angliers
- Benon
- Courçon
- Cramchaban
- Ferrières
- La Grève-sur-Mignon
- Le Gué-d'Alleré
- La Laigne
- Nuaillé-d'Aunis
- La Ronde
- Saint-Cyr-du-Doret
- Saint-Jean-de-Liversay
- Saint-Sauveur-d'Aunis
- Taugon